# Droit de la consommation
Le droit de la consommation désigne le droit régissant les relations entre consommateurs et professionnels.

## Présentation: caractères généraux
Le droit de la consommation appartient à la sphère du droit privé. Il déroge très fortement au droit civil classique du Code civil. Ainsi, selon certains auteurs traditionalistes, sous l'empire du droit de la consommation, la liberté contractuelle n'est pas pleine et entière, car un contractant (le consommateur ) peut critiquer une stipulation et obtenir son anéantissement judiciaire (réputé non-écrit) alors qu'il a accepté le contrat en connaissance de cause.
Toutefois, les analyses modernes de l'économie et du droit expliquent, au contraire, ces dérogations par le fait que, dans la relation avec un professionnel, dans le cadre d'un contrat et de conditions générales pré-rédigées et non modifiables, il existe une telle asymétrie dans les informations et les forces en présence que la liberté contractuelle n'est devenue qu'un leurre.
Aussi présente-t-on désormais le droit de la consommation comme un des deux piliers (avec le droit de la concurrence) du droit économique. Il s'agit, non seulement de protéger la partie faible au contrat (ordre public de protection) pour éviter une société de prédation et d'injustice, mais aussi de permettre que la demande joue correctement son rôle dans le fonctionnement du marché (ordre public de direction) pour éviter que le compétiteur immoral écoule des produits moins bons ou plus chers contre son concurrent plus loyal.
Le droit de la consommation est souvent qualifié de peu clair et de très technique. Son objet essentiel consiste à protéger le consommateur afin de rendre l'acte de consommation plus sûr. Ainsi, au-delà de la simple protection d'une partie réputée faible, le droit de la consommation vise aussi à promouvoir le développement de la consommation dans un contexte d'économie de marché. Au code, s'ajoute la jurisprudence.
Le droit de la consommation est très diversifié : il régit les produits alimentaires et non alimentaires, la responsabilité du fait des produits, les services, le crédit, tous les contrats de la vie courante, la publicité et les promotions des ventes, l'accession au logement.
Une grande originalité du droit de la consommation consiste aussi à obliger le professionnel à accorder au consommateur un délai de réflexion ou de rétractation entre la signature du contrat et sa prise d'effet (en matière de crédit à la consommation et de démarchage ou de la vente à distance) ou dans d'autres cas avant la signature (pour le crédit immobilier). Sur ce modèle, le législateur impose des délais de réflexion et de rétractation dans des domaines extérieurs au droit de la consommation comme en matière de vente immobilière. À noter cependant qu'il n'est prévu aucun délai de réflexion ou de rétractation en droit commun. Cela signifie concrètement que tout achat effectué dans les locaux d'un professionnel est définitif, quand bien même le consommateur n'aurait pas mesuré la portée de sa décision d'achat (sauf à réserver le cas où la vente est consécutive à un démarchage à domicile par téléphone ou par un envoi de courrier). Une partie n'a pas le pouvoir d'anéantir le contrat passé, sauf à démontrer devant le juge l'existence d'un vice du consentement (art. 1108 et s. du Code civil).

## Le droit de la consommation: un droit concret
En France, le droit de la consommation s'est élaboré progressivement depuis les années 1970, notamment grâce à l'école de Montpellier et Jean Calais-Auloy et son collègue Henri Temple, pour répondre aux bouleversements des modes d'échange dans la période récente. Le déséquilibre entre le professionnel et le consommateur, la multiplication des contrats d'adhésion, dans lesquels le consommateur ne dispose d'aucune liberté de négociation contractuelle, ont incité le législateur à poser des règles correctrices des abus les plus significatifs. Des règles ont ainsi été adoptées afin d'interdire la publicité trompeuse (art. L.121-1 du Code de la consommation) ou d'encadrer, à titre d'exemples, le crédit à la consommation, ou certaines méthodes de vente (vente à distance, démarchage à domicile).
Le droit français présente la particularité de prévoir des sanctions pénales en cas de manquement aux principales obligations qu'il prévoit. C'est le cas, notamment, des fraudes et des falsifications, de la publicité trompeuse, de l'inobservation des règles sur le crédit.
Cependant, de nombreuses règles protectrices demeurent purement civiles.
Parmi ces règles civilistes, l'apport le plus remarquable est sans doute la création en droit français de règles visant à lutter contre les clauses abusives. La législation relative aux clauses abusives en France s'est inspirée de la loi allemande sur les conditions générales d'affaires (AGB-G). Elle reprend notamment en matière de clauses abusives la technique des listes de clauses réputées abusives. Néanmoins, l'essentiel du contentieux en matière de clauses abusives se déploie à partir de l'article L. 132-1 du Code de la consommation. Par ailleurs, il définit de manière large la clause abusive comme la stipulation ayant « pour objet ou pour effet de créer, au détriment du non-professionnel, ou du consommateur, un déséquilibre significatif entre les droits et les obligations des parties ». Le consommateur doit donc démontrer devant le juge civil comment telle ou telle stipulation crée un déséquilibre à son détriment. À noter, une clause réputée abusive est nulle, puisqu'elle est réputée non écrite. En lieu et place s'applique le droit supplétif, généralement les dispositions du Code civil intéressant le point évoqué par la clause. Enfin, une clause réputée non écrite ne disparaît pas de plein droit du modèle de contrat proposé par le professionnel à ses clients, sauf lorsque le juge a ordonné la cessation de cette clause à la demande d'une association de consommateur.
De même, le droit de la responsabilité civile constitue un recours précieux, pour les consommateurs. Par exemple, en crédit, les obligations d'information, de mise en garde, voire, toute nouvelle (2014), de conseil aident les consommateurs à disposer d'une protection effective de leurs droits, face aux professionnels.
L'action de groupe œuvre dans le même sens, depuis le 19 mars 2014.
Ce droit concerne la catégorie des contrats de consommation ; Les contrats de consommation n'appartiennent pas à une catégorie homogène, contrairement aux contrats nommés connus en code civil. Un contrat dit de consommation est celui passé entre un professionnel et un consommateur, ce peut être une vente ou une prestation de services. L'éventail des possibilités est donc très large, des contrats de téléphonie aux contrats de banque en passant par le contrat de séjour des personnes handicapées accueillies en institution. Il appartient généralement à la catégorie des contrats d'adhésion, ce qui signifie qu'il ne fait l'objet d'aucune négociation visant à déterminer son contenu. Le consommateur est généralement tenu de l'accepter en bloc ou de refuser de contracter.
Le droit de la consommation comporte de plus en plus de mesures dédiées à la consommation bancaire et financière (ou droit de la distribution bancaire). En ce domaine, l'encadrement des pratiques de vente est à la base de la protection des consommateurs -épargnants, emprunteurs ou acheteurs de moyens de paiement. Il se retrouve dans le Code de la consommation. De plus, des mécanismes réglementaires sont instaurés pour agréer les opérateurs, gestionnaires de risque ou distributeurs de produits. Ils sont prévus par le Code monétaire et financier, principalement d'inspiration européenne.
Un droit européen de la consommation s'est  développé, une quinzaine de directives européennes recouvrent les grands sujets de la protection du consommateur. La conséquence est que  le droit de la consommation en général, et les infractions pénales en particulier, ont été modifiés, par les directives européennes et la jurisprudence de la Cour de justice de l'Union européenne. Quelques règlements communautaires ont été adoptés dans le domaine du droit alimentaire.
Le droit des assurances, tout comme celui des opérations de banque et des produits financiers, est essentiellement élaboré à l'échelle de l'Union européenne, bien que cet aspect, soit souvent occulté lors des lois de transposition.

## Organismes de défense des consommateurs
Diverses organisations existent dans le monde afin de pourvoir à la défense des droits des consommateurs. Plusieurs États possèdent leur propre organisme gouvernemental, tels que :
- En France, la Direction générale de la Concurrence, de la Consommation et de la Répression des fraudes.
- Au Québec, l’Office de la protection du consommateur.

D'autres organisations ou associations agissent pour la défense du consommateur, elles sont à but non lucratif et ne relèvent d'aucune instance gouvernementale. Tel est le cas des associations de consommateurs.
De plus, des émissions télévisées d'affaires publiques ainsi que des revues et quotidiens joignent la protection du consommateur au journalisme d'enquête.
Enfin, les avocats comptent, dans leurs rangs, des spécialistes du droit de la consommation, tant pour la défense des entreprises — producteurs ou distributeurs que pour celle des consommateurs.